# Johan Alting sr.

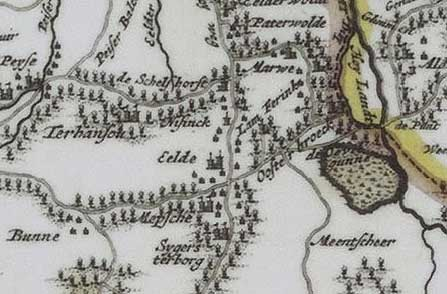
De ligging van de schultewoning in Eelde, op de kaart van Frederik de Wit (1630-1706) aangeduid als Nisinck

Johan Alting († circa 1670) was een Nederlandse schulte.
Alting was een zoon van de schulte van Eelde Willem Jacobs (Alting) en Hinderkien Alting. Hij volgde in 1616 zijn vader op als schulte van Eelde. In dat jaar trouwde hij op 29 september 1616 te Gasselte met Margarethe Bronneger, dochter van de Drentse gedeputeerde Warmolt Bronneger. Alting was ruim 50 jaar schulte van Eelde. Hij overleed omstreeks 1670. Hij woonde in Eelde in het schultehuis. Zijn dochter Roelfien trouwde met de landschrijver van de Landschap Drenthe Jan Nijsingh. Zij trokken in bij hun schoonvader. Na zijn overlijden erfden zij de voormalige schultewoning, die vervolgens het Nijsinghhuis werd genoemd. Alting wordt in 1670 opgevolgd door zijn kleinzoon Johan Alting.